# 聖マルコ大聖堂 (アレクサンドリア)

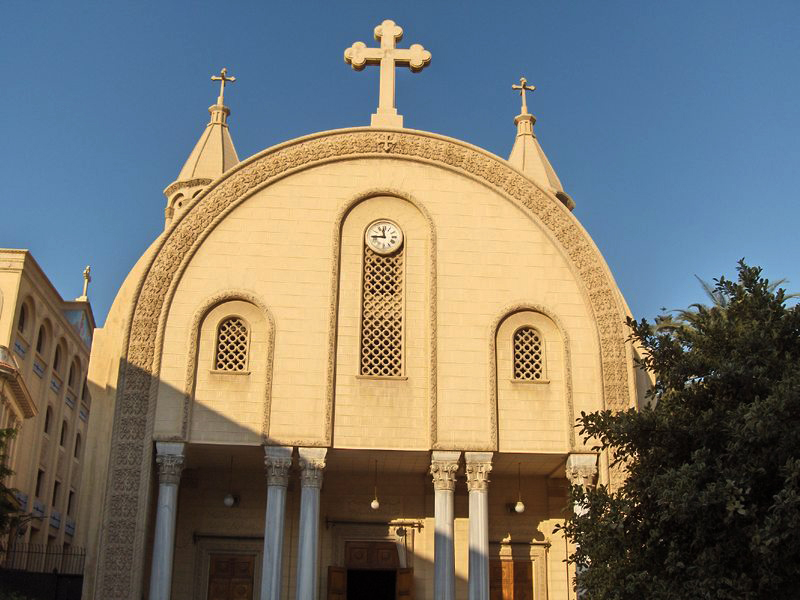
聖マルコ大聖堂（外観）

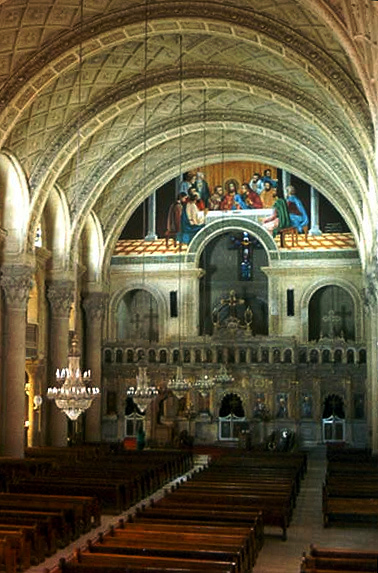
聖マルコ大聖堂（内観）。正面にイコノスタスがある。

本項では、エジプト、アレクサンドリアにあるコプト正教会の聖堂である聖マルコ大聖堂（アラビア語: الكاتدرائية المرقسية بالإسكندرية, 英語: Cathedral of Saint Mark in Alexandria）を扱う。
紀元60年に、福音記者聖マルコによってアレキサンドリアに聖堂が建てられたと信じられている。
その後、数世紀にわたってアレキサンドリアでは聖堂の建築、損壊、再建が繰り返されてきたが、「聖マルコ聖堂」の名はコプト教皇アガソによって、677年に聖マルコを記憶して再建されたことに始まると考えられている。聖マルコの不朽体の頭部がこの時納められたとされる。
1047年までは、コプト教皇の座所であった。
1798年に、侵攻してきたナポレオン軍によって破壊されたが、1870年にビザンティン建築様式で再建された。
1950年代と1980年代に拡張工事が行われている。
ヴェネチアに持ち去られていた聖マルコの不朽体の一部は、1968年にローマからこの大聖堂に返還された。